# Malú
María Lucía Sánchez Benítez, coneguda artísticament com a Malú   (Madrid, 15 de març de 1982), és una cantant madrilenya.

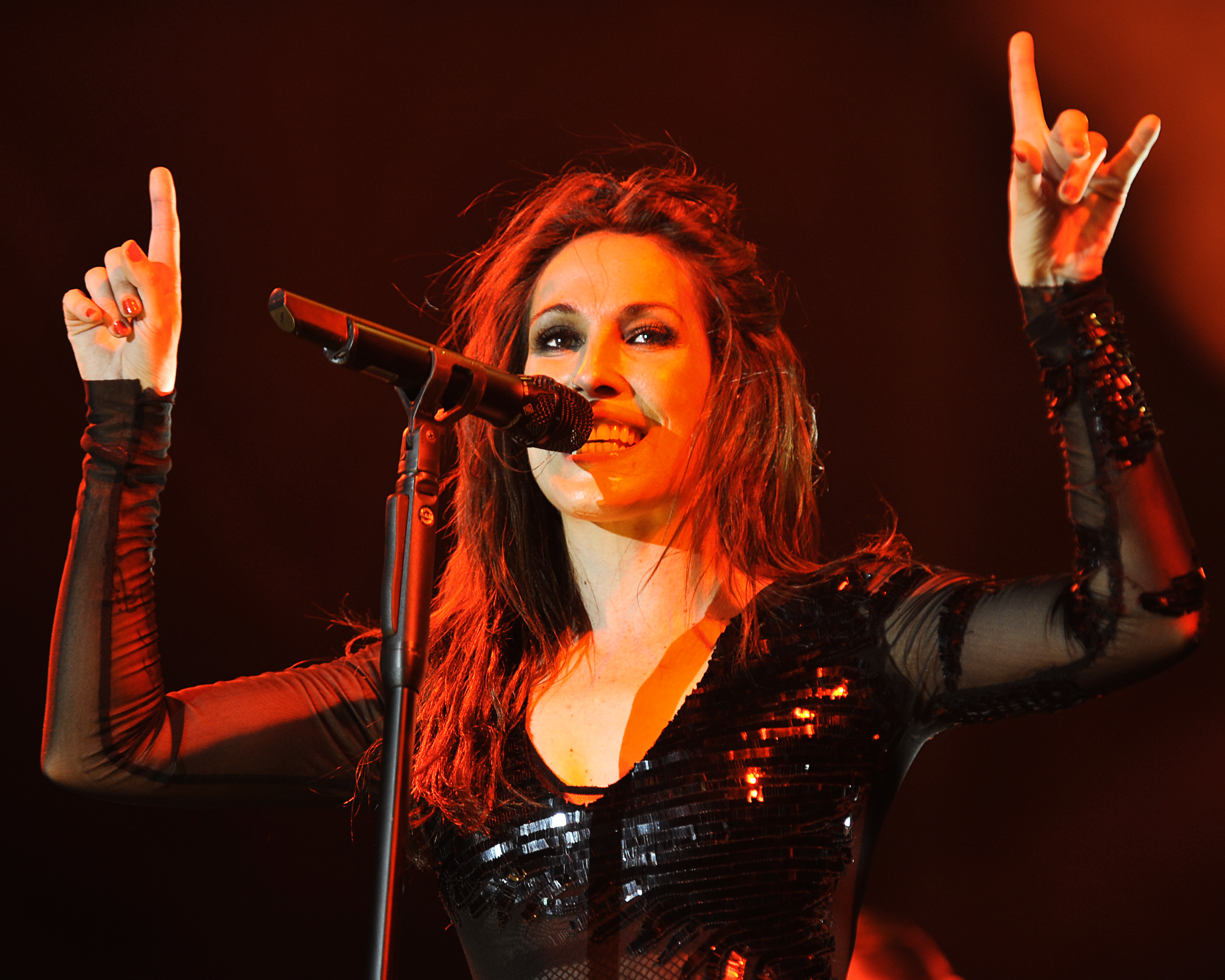
Malú a Jaén el 3 d'octubre de 2014.

## Biografia
La seva carrera musical va començar quan el productor Jesús Yanes la va sentir cantar. Després d'això va decidir presentar-la a Pep's Records. Va començar a gravar el seu primer disc entre els mesos de gener i febrer de 1998. El disc es va titular "Aprendiz" i va comptar amb la col·laboració d'Alejandro Sanz, el seu padrí artístic. Es van vendre 650.000 còpies d'"Aprendiz" i es va mantenir a la llista oficial de vendes de AFYVE durant 28 setmanes.
Als Premios Amigo atorgats per la SGAE de l'any 1998, Malú va obtenir el premi a la millor artista revelació i també va estar nominada al guardó de Millor artista femenina.
Després del seu primer àlbum va realitzar una important gira per Espanya i Llatinoamèrica i va signar un contracte amb Walt Disney Records per interpretar el tema central "Reflejo" de la pel·lícula "Mulán".
Després d'"Aprendiz", el 1999, va treure al mercat "Cambiarás", un disc en el qual, segons l'artista, la diferència essencial era la veu: 
| « | Tinc una veu molt més madura. Ha estat una gira molt llarga, que m'ha donat molta més maduresa en la veu a l'hora de cantar, m'ha donat moltes taules. | » |

L'àlbum va entrar directament al número tretze de la llista AFYVE i en tan sols deu dies va vendre 100.000 unitats.
Posteriorment, va participar en la gravació del disc "Tatuaje", en el qual va fer una versió d'un clàssic de la cobla espanyola: "A Tu Vera".
Ja al maig de 2001, Malú va tornar amb "Esta Vez". En aquest tercer disc, va estrenar companyia discogràfica, Sony Music, i va tornar amb col·laboracions de luxe, com el conegut productor Estéfano o amb Antonio Carmona, entre d'altres. Aquest treball va comptar amb èxits com "Sin Ti Todo Anda Mal", "Ven a Pervertirme", "Me Quedó Grande Tu Amor" i "Toda". Va vendre prop de 300.000 còpies en tot Espanya.
Després de l'èxit "Esta Vez", Malú es va veure immersa en una gira tant per Espanya com per Amèrica. Un cop finalitzada aquesta gira, es va llançar de ple al seu quart disc, titulat "Otra Piel", llançat al mercat espanyol el 30 de juny de 2003 amb "No Me Extraña Nada" com a carta de presentació. En aquest treball (gravat entre Miami i Mèxic), Malú s'endinsa cap a nous sons per donar una faceta diferent a la seva carrera i fugir dels clitxés d'artista de balades, tot i que aquestes continuen tenint un espai en els seus discs. Temes com "Enamorada" i "Inevitable" van fer d'aquest disc un nou èxit. El 2003, Malú va gravar la cançó "Llegó el amor" de "La Ventafocs" de Walt Disney al DVD "Ellas & Magia". El DVD d'"Ellas & Magia" compta amb cançons interpretades per: Marta Sánchez, Malú, Marta Botía, Pastora Soler, Lydia, Tamara, Mélody, Marilia, Bellepop i Merche.
El 2011 va participar en el disc de La Marató de TV3 amb una versió en català de "The show must go on" de Queen titulada "No tinguis por".
El 2014 va llançar el disc Sí, pel qual va guanyar 3 discs de platí, realitzà gira d'un any sencer, i va guanyar el premi Ondas a la millor artista de l'any. Ha participat en el programa de televisió La voz.

## Discografia
Aprendiz
- Data d'edició : 1998
- Segell : Columbia
- 400.000 còpies venudes (4 discos de plati)
  - "Aprendiz"
  - "Lucharé"
  - "Si tú me dejas"
  - "Donde quiera que estés"
  - "Antes que amantes amigos"
  - "Hoy desperté"
  - "Días que fueron"
  - "Como una flor"
  - "Si tú me dejas (free version)"

Cambiarás
- Data d'edició : 1999
- Segell : Columbia
- 100.000 còpies venudes (1 disc de plati)
  - "Cambiarás"
  - "Duele"
  - "Poema de mi corazón"
  - "Vestir un color"
  - "Y si fuera ella"
  - "Y si no das más"
  - "Sin poderte despedir"
  - "Aposté por ti"
  - "Sin caminos"
  - "Fui a refugiarme"
  - "Las llamas de mi hoguera"

Esta Vez
- Data d'edició : 2001
- Segell : Columbia
- 300.000 còpies venudes (3 discos de plati)
  - "Esta vez"
  - "Sin ti todo anda mal"
  - "Ven a pervertirme"
  - "Como cada noche"
  - "Siempre tú"
  - "A través de la distancia"
  - "Resucitar en un abrazo"
  - "Me quedó grande tu amor"
  - "Toda"
  - "Caminante nocturno"
  - "Árbol solitario"
  - "Te amaré, te odiaré"

Otra Piel
- Data d'edició : 2003
- 50.000 còpies venudes (1 disc d'or)
- Segell : Columbia
  - "No me extraña nada"
  - "Enamorada"
  - "Como un ángel"
  - "Inevitable"
  - "La ley de los hombres"
  - "Otra piel"
  - "Tú"
  - "Te amo por eso"
  - "Hechicera (yalla bina yalla)"
  - "Vuelvo a él"
  - "Ahora"
  - "Devuélveme la vida (Con Antonio Orozco)

Por Una Vez
- 70.000 còpies venudes (1 disc d'or)
- Data d'edició : 2004
- Segell : Columbia
  - "Jugar con fuego (take it low)"
  - "Malas tentaciones"
  - "Enamorada (Con David Demaría)"
  - "Baila"
  - "Sin ti todo anda mal"
  - "Me quedó grande tu amor"
  - "Devuélveme la vida (Con Antonio Orozco)"
  - "Ven a pervertirme"
  - "Por una vez"
  - "Aprendiz"
  - "Corazón partío (Con Alejandro Sanz)"
  - "No me extraña nada"
  - "Duele"
  - "Toda"
  - "A tu vera"
  - "Como una flor"
  - "Te amo por eso (Con Paco de Lucía)"
  - "Al alba (Con Pepe de Lucía)"

Malú
- Data d'edició : 2005
- Segell : Rca
- 84.000 còpies venudes (1 disc de plati)
  - "Te conozco desde siempre"
  - "Diles"
  - "Eres el agua"
  - "Sabes bien"
  - "Frágiles"
  - "Háblame"
  - "Amor de hielo y sal"
  - "Y sigo preguntándome"
  - "Lo que no sabes"
  - "Sobrellevé"
  - "Perdida"

Desafío
- Data d'edició : 2006
- Segell : Columbia
- +100.000 còpies venudes (1 disc de plati)
  - "Agua de Mayo"
  - "Dame tu alma"
  - "Si estoy Loca"
  - "Aulilí"
  - "Enamorame la vida"
  - "No voy a cambiar"
  - "Desafío"
  - "Ya lo ves"
  - "Llanto lloro"
  - "No me interesa"
  - "En otra parte"

Gracias
- Data d'edició : 2007
- Segell : Columbia
- 41.448 còpies venudes (1 disc d'or)
  - "No voy a cambiar"
  - "Si estoy loca"
  - "Te conozco desde siempre"
  - "Diles"
  - "Sabes bien"
  - "Enamorada"
  - "Aprendiz"
  - "Toda"
  - "Me quedó grande tu amor"
  - "Ven a pervertirme"
  - "Sin ti todo anda mal"
  - "Cambiarás"
  - "Duele"
  - "Como una flor"
  - "Contigo aprendí (Con Alejandro Fernández - En directo)"
  - "Pueblo blanco"
  - "A tu vera"
  - "En otra parte"

Vive
- Data d'edició : 2009
- Segell : Columbia
- +40.000 còpies venudes (1 disc d'or)
  - "A esto le llamas amor"
  - "Qué más te da"
  - "Hojas secas"
  - "Guárdate"
  - "Días de sol"
  - "Nadie"
  - "Como te olvido"
  - "El fallo de tu piel"
  - "Dicen por ahí"
  - "Qué esperabas"
  - "Inútilmente"

Guerra fría
- Data d'edició : 2010
- Segell : Sony Music
  - "Voy a quemarlo todo"
  - "Ahora tu"
  - "Quien"
  - "Blanco y negro"
  - "Ni un segundo"
  - "Liberame"
  - "Vertigo"
  - "Buscame"
  - "Guerra fria"
  - "El apagón"
  - "Así lo haré"
  - "Ni un segundo" versió piano i veu

Sí
- Data d'edició: 2013
- Segell: Sony Music
  - "A prueba de ti"
  - "Te voy a olvidar"
  - "Me fui"
  - "Desaparecer"
  - "Que más me da"
  - "Angel caído"
  - "Deshazte de mi"
  - "Ni un paso atrás"
  - "Lo mismo que yo"
  - "Ojalá"
  - "Desaparecer (versión acústica)"

Caos
- Data d'edició: 2015
- Segell: Sony Music
  - "Quiero"
  - "Sígueme El Juego"
  - "Cenizas"
  - "Nos Sobró La Ropa"
  - Parte De Mí"
  - "Encadenada A Ti"
  - "Me Despido"
  - "Caos"
  - "De Vez En Cuando"
  - "Imperfectos"
  - "Rozando El Cielo"
  - "Mi Mundo En El Aire''

Oxígeno
- Data d'edició: 2018
- Segell: Sony Music
  -     - "Invisible"
    - "Ciudad de papel"
    - "Contradicción"
    - "Amor enemigo"
    - Oye"
    - "LLueve alegría (Amb Alejandro Sanz)"
    - "Lejos de ti"
    - "Todos los secretos"
    - "Desprevenida"
    - "Cuerpo a Cuerpo''
    - "Cantaré''

## Col·laboracions
Malú ha realitzat diverses col·laboracions amb importants artistes, com:
- Miguel Mateos («Solos en América»)
- Antonio Orozco («Devuélveme la vida»)
- Los Caños («Dime algo bonito»)
- David DeMaría («Enamorada», «La Puerta de Alcalá»)
- Alejandro Fernández («Contigo aprendí»)
- Jerry Rivera («Como te olvido»)
- Alejandro Sanz («Aprendiz», «Corazón partío», <Desde cuando>)
- Pastora Soler («Y qué pequeña soy yo»)
- Carlos Baute («Toda una vida»")
- Rocío Jurado («Se nos rompió el amor»")
- Miguel Gallardo («Hoy tengo ganas de ti»)
- Lola Flores («Pena, penita, pena»)
- Alejandro Sanz, Niña Pastori i Miguel Bosé («Corazón partío»)
- Marta Sánchez («Más mujer») y («Soldados del amor»)
- Paco de Lucía («Andalucía»)
- Paco de Lucía («Al alba»)
- Juan Carlos de Eurojunior («Enamorada»)
- Raphael («Noche de paz»)
- Revólver («El peligro»)
- Manuel Carrasco («Que nadie»)
- Nacho Cano («Ha nacido un gitanito»)
- Diego Martín («Haces llover»)
- Lolita («Estúpido»)
- Lorca («Dicen por ahí»)
- Vanesa Martín («Ni un segundo»)
- Vanesa Martín («Caprichoso»)
- Vanesa Martín («Trampas»)
- Vanesa Martín i Pastora Soler («Vamos»)
- Melendi («El apagon»)
- Lya («Nadie»)
- Raphael («Que sabe nadie»)
- Vanesa Martín («No te pude retener»)
- Yahir («Callados»)
- Tony Bennett («The way you look tonight»)
- Tiziano Ferro («El amor es una cosa simple»)
- Miguel Bosé («Linda»)